# U.S. Coral Reef Task Force
Le United States Coral Reef Task Force (USCRTF) est un groupe de travail créé en 1998 à l'initiative de la présidence américaine d'alors, d'après l'ordre exécutif présidentiel no 13089. Sa mission est d'orienter et encadrer les efforts du pays pour préserver et protéger les écosystèmes des récifs coralliens. L'USCRTF a eu un rôle majeur dans la mise en place de partenariats et stratégies pour conserver les récifs coralliens.

## Rôle
L'USCRTF est responsable de superviser la mise en place de l'ordre exécutif présidentiel, de développer et de mettre en place des efforts coordonnés pour cartographier et surveiller les récifs coralliens; de rechercher les causes et de trouver des solutions au déclin de certains d'entre eux; de réduire et atténuer la dégradation de certains autres due à la pollution, à la pêche ou à d'autres causes; d'élaborer et mettre en place des stratégies pour promouvoir la conservation et le développement durable des récifs coralliens à l'échelle internationale.

## Partenariats
L'USCRTF travaille en coopération avec l'État, les Territoires, le Commonwealth des États-Unis, les agences gouvernementales des États américains, les organisations non gouvernementales, la communauté scientifique, les groupements d'intérêts commerciaux pour avancer dans la compréhension et la conservation des écosystèmes des récifs coralliens.

## Historique
L'USCRTF est créé en 1998.
En 2000, l'USCRTF adopte le National Action Plan to Conserve Coral Reefs (National Action Plan), le premier schéma directeur national des États-Unis à destination des petites et grandes structures pour gérer les problèmes de développement des récifs coralliens. Ce plan définit 13 stratégies de conservation s'articulant autour de deux thèmes fondamentaux pour gérer les problèmes les plus pressants rencontrés par les récifs. Pour faire appliquer ce National Action Plan, l'USCRTF a lancé de nombreuses initiatives et a mis en place un forum pour favoriser un travail collaboratif de ses membres et des organisations partenaires.

## Organisation et membres
Les membres de l'USCRTF se réunissent deux fois par an pour discuter des problèmes structurants, proposer de nouvelles actions, présenter les progrès réalisés et communiquer auprès d'un public plus large autour des actions passées et futures de l'organisation. De surcroît, le comité exécutif de l'USCRTF composé des représentants de chaque agence fédérale participante, État et Territoire, se rencontre chaque mois pour discuter de l'évolution des initiatives en cours et définir le cadre des futures collaborations.